# Regina Pinkert
Regina Pinkert, także Pinkiert, zam. Morotti (ur. 1869 w Warszawie, zm. 28 maja 1931 w Mediolanie) – polska śpiewaczka operowa, sopran.

## Życiorys
Uczyła się śpiewu u Tytusa Mikulskiego w Warszawie, tam też zadebiutowała w 1886 roku rolą Królowej Małgorzaty w Hugonotach Giacomo Meyerbeera. W latach 1887–1889 występowała w Teatrze Wielkim w Warszawie, wcielając się łącznie w 14 ról, m.in. Gildy w Rigoletcie, Oskara w Balu maskowym, Micaëli w Carmen, Zerliny w Robercie Diable. W 1887 roku koncertowała w Warszawie razem z Pablo Sarasatem. W 1889 roku wyjechała na dalsze studia do Mediolanu. W 1890 roku występowała w Portugalii. W 1891 roku śpiewała na deskach Covent Garden Theatre w Londynie. W kolejnych latach występowała na scenach włoskich, kreując role m.in. Aminy w Lunatyczce i Rozyny w Cyruliku sewilskim. Na scenie często partnerował jej Alessandro Bonci. Koncertowała także w Budapeszcie, Madrycie i Buenos Aires. W 1897 roku kreowała rolę Elwiry w Purytanach w mediolańskiej La Scali, gdzie wystąpiła także w prapremierze Il Signor di Pourceaugnac Alberto Franchettiego (1897) oraz jako Amina we wznowieniu Napoju miłosnego pod batutą Arturo Toscaniniego (1901). W 1901 roku, na prośbę wdowy po Ambroise Thomasie, wystąpiła w Paryżu na koncercie dobroczynnym ku jego pamięci, wykonując partię obłędu Ofelii z opery Hamlet. W 1906 roku wykonała partię Elwiry z Hugonotów na koncercie uświetniającym otwarcie gmachu Metropolitan Opera w Nowym Jorku. W 1908 roku wyszła za mąż za mediolańskiego bankiera Edoarda Morottiego. Po raz ostatni wystąpiła na scenie w 1910 roku w rzymskim Teatro Costanzi w Cyruliku sewilskim.
Kilkukrotnie koncertowała w Polsce, m.in. w Warszawie, Krakowie i Lwowie. W latach 1905–1906 dokonała nagrań fonograficznych arii operowych dla wytwórni Fonotipia.